# Charlie Bravo
Pour plus de détails, voir Fiche technique et Distribution.
Charlie Bravo est un film français réalisé par Claude Bernard-Aubert et sorti en 1980.

## Synopsis
À quelques jours de la fin de la guerre d'Indochine, un commando de treize parachutistes, avec à sa tête le lieutenant Brissac, est largué sur le village vietnamien de Quinh Quang au Tonkin où une infirmière — Catherine Fournier — est retenue prisonnière. Ils la délivrent et font retraite vers leur base — à vingt jours de marche de là — après avoir détruit le village et tué ses habitants. La nuit suivante, un des paras est abattu. Le lendemain, le reporter François Girard est parachuté. Il doit « couvrir » le retour du commando (il apprendra un peu plus tard à ses hommes que l'opération a été montée à des fins de propagande pour alimenter les journaux et faire oublier la défaite française au Viêt Nam). Un nouvel accrochage a lieu. Encore des morts. Deux prisonniers vietnamiens sont torturés : ils ne « parlent » pas, sinon pour dire que tous les paras seront tués pour venger les villageois massacrés. Un hélicoptère est annoncé : il pourra évacuer un soldat blessé. En réalité, il est rempli de photographes et refuse de se poser. Brissac l'abat. Il achève le blessé. De nouveaux ordres arrivent : le commando n'a plus le temps de regagner sa base avant le cessez-le-feu, il doit se diriger vers la mer où il sera « récupéré ». Les morts se succèdent. Trois hommes seulement, dont Brissac, ainsi que Catherine et François, parviennent en vue de la mer. Au cours d'une dernière embuscade, le lieutenant est touché. Le reporter prend son arme — ce qu'il avait refusé de faire jusque-là — la petite troupe est cernée de toutes parts, mais l'ennemi est invisible. Un canot est parachuté. Les cinq survivants réussissent à le rejoindre en rampant. Quand ils se préparent à embarquer, la fusillade éclate.

## Fiche technique
- Titre : Charlie Bravo
- Réalisation et scénario : Claude Bernard-Aubert
- Dialogues : Pascal Jardin
- Photographie : Pierre Fattori
- Son : Lucien Yvonnet
- Musique : Alain Goraguer
- Montage : Gabriel Rongier et Robert Rongier
- Assistants réalisateur : Philippe Attal et Cécilia Rocheman
- Production : Shangrila Productions
- Pays de production :  France
- Production déléguée : Claude Bernard-Aubert
- Directeur de production : René Demoulin
- Distribution : Gaumont
- Durée : 105 minutes
- Date de sortie : France - 16 juillet 1980

## Distribution
- Bruno Pradal : lieutenant Brissac
- Jean-François Poron : François Girard, le reporter
- Karine Verlier : Catherine Fournier
- Gérard Boucaron : Magnan
- Piotr Stanislas : Dulac
- Bernard Cazassus : Verdier
- Georges Chelon : Chaumont
- Jacques Couderc : Peyrolles, le cuistot
- Jean-Yves Gautier : Berthaud, l'artificier
- Stéphane Gildas : Blanchet
- Marcel Picard : Lohedec, le radio
- Jean-Claude Radier : Ardouin
- Yann Roussel : le prisonnier viet
- Denis Seurat : Janin
- Jean-Louis Vitrac : Malet
- Jacques Zolty : le permissionnaire